# Johann Adam Reincken

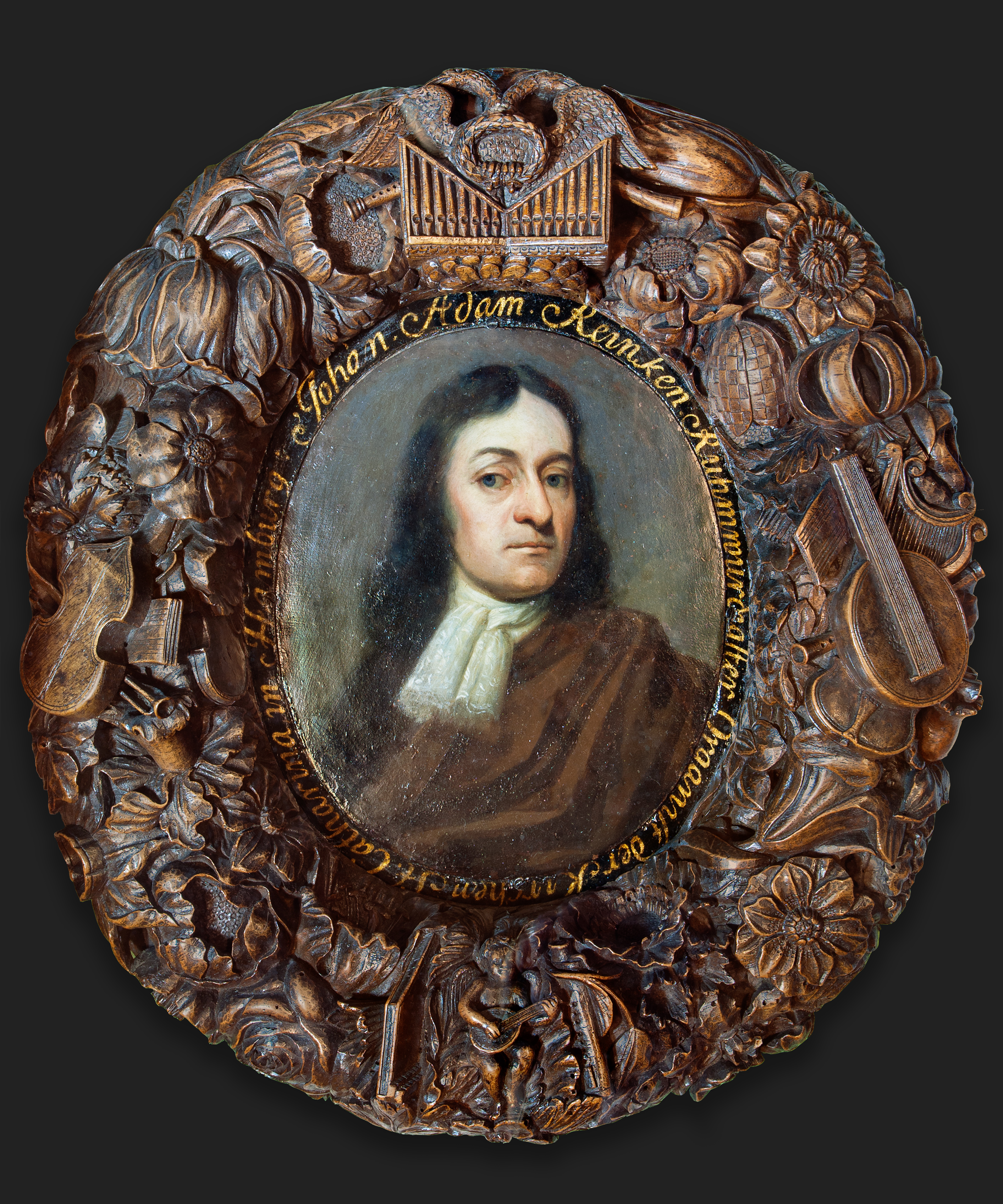
Johann Adam Reincken, Gemälde von Godfrey Kneller, ca. 1674

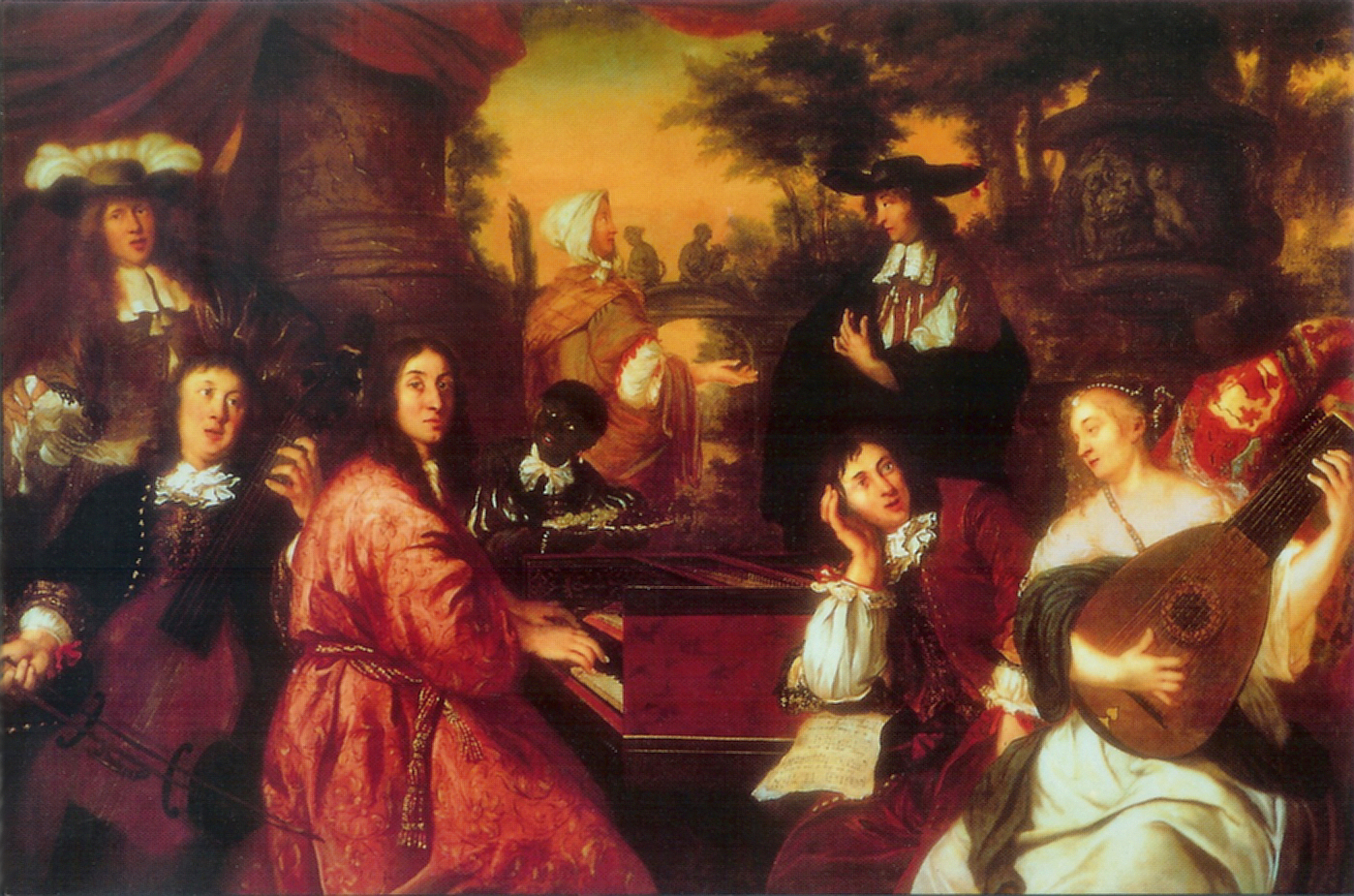
Johannes Voorhout, Häusliche Musikszene, 1674; der Mann am Cembalo in der Mitte ist vermutlich Reincken, links an der Gambe Dietrich Buxtehude, rechts lauschend Johann Theile

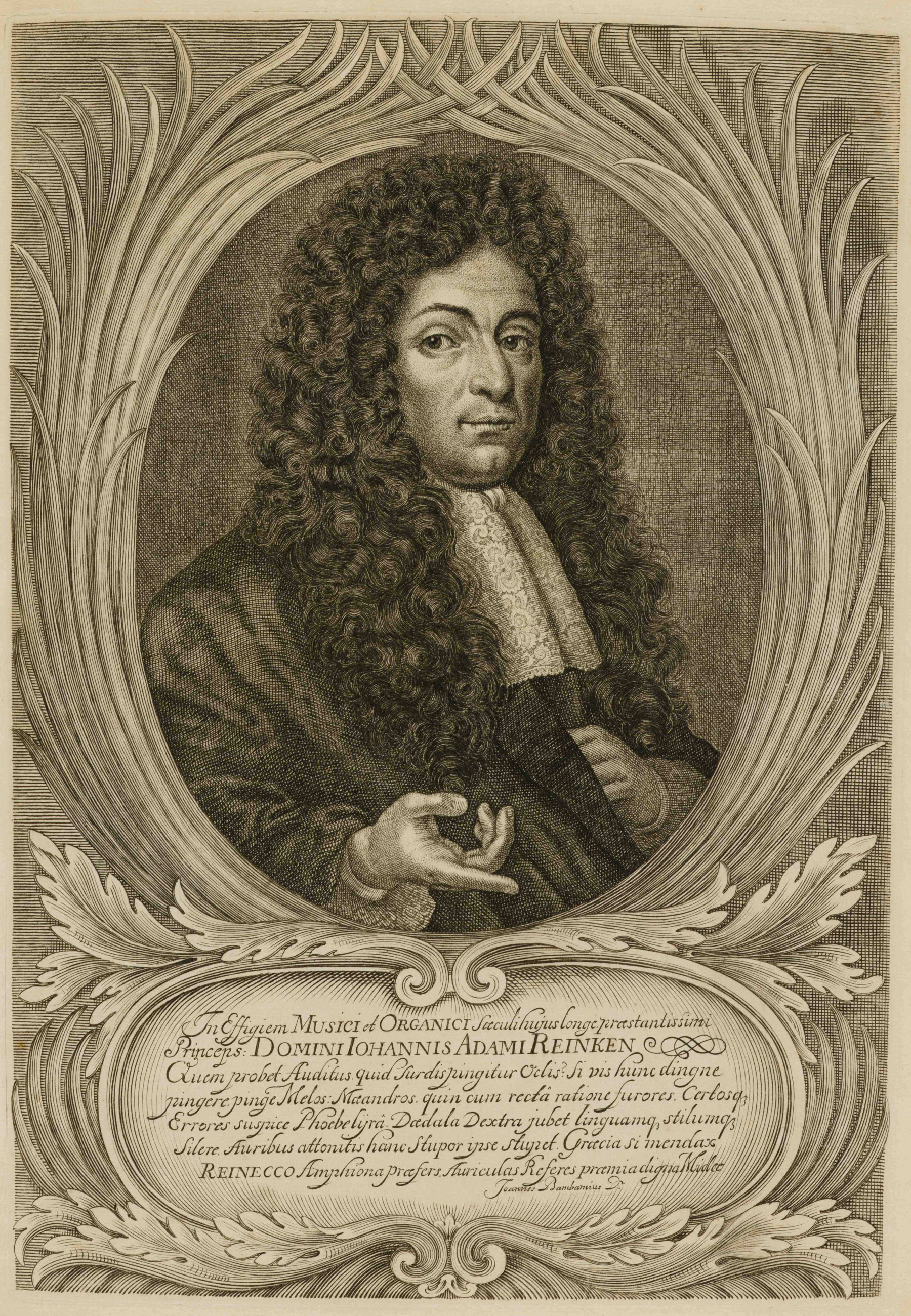
Johann Adam Reincken

Johann Adam Reincken, auch Jan Adams (Jean Adam, Jan Adam) Reincken oder Reinken, Reinkink, Reincke, Reinike (getauft 10. Dezemberjul. / 20. Dezember 1643greg. in Deventer; † 24. November 1722 in Hamburg) war ein niederländisch/deutscher Komponist, Organist und Gambist.

## Leben und Wirken
Reinckens Familie siedelte sich im Jahre 1637 in Deventer in den Niederlanden an. Das von Johann Mattheson überlieferte Geburtsdatum von 1623 und der Geburtsort Wildeshausen werden durch den Taufeintrag von 1643 in Deventer widerlegt. In Deventer erhielt Reincken Anfang der 1650er Jahre seinen ersten Musikunterricht. Ab 1654 folgte ein Studium des Orgelspiels und der Komposition bei Heinrich Scheidemann in Hamburg.
Nach einer kurzen Tätigkeit als Organist in Deventer kehrte er gegen 1658 nach Hamburg zurück, um dort wiederum mit Scheidemann zusammenzuarbeiten. Etwa 1663 trat er dessen Nachfolge als Organist an der Hamburger Katharinenkirche an. Hier wirkte er bis zu seinem Tode.
Reincken übte einigen Einfluss auf das Hamburger Musikleben aus. So warb er in den 1670er Jahren erfolgreich für die Durchführung von Erweiterungen an der Orgel der Katharinenkirche. Darüber hinaus setzte er weitere Veränderungen und Verbesserungen an den Sakralbauten Hamburgs und Norddeutschlands durch. 1678 war er Mitbegründer der Hamburger Oper am Gänsemarkt.
Sein Ruf veranlasste den jungen Johann Sebastian Bach während dessen Lüneburger Jahren, Reincken 1701 in Hamburg zu besuchen, um sich im Orgelspiel bei ihm ausbilden zu lassen. Bach war zutiefst von Reinckens Improvisationen über den Choral „An Wasserflüssen Babylon“ beeindruckt. Später verwendete Bach Teile (Einzelsätze und Satzfolgen) aus Reinckens Suitensammlung Hortus Musicus (1687) in seinen Klavierkompositionen BWV 954, 965 und 966.
Reincken starb 1722. Sein Grab und Epitaph befinden sich nicht in der Hamburger, sondern in der Lübecker Katharinenkirche. Hier hatte sich Reincken 1702 von der Familie seines Schwiegersohnes Andreas Kneller eine Grabstätte gekauft.

## Bedeutung
Reincken war einer der wichtigsten Vertreter der Norddeutschen Orgelschule. Sein kompositorisches Schaffen ist hauptsächlich geprägt durch geistliche Kompositionen, vor allem Choräle, Fugen und Sonaten. Als Organist genoss er einen ausgezeichneten Ruf; insbesondere war er für seine Orgelimprovisationen bekannt. Nur wenige seiner Werke sind heute noch erhalten.
2006 wurde in der Herzogin Anna Amalia Bibliothek eine eigenhändige Abschrift Bachs von Reinckens An Wasserflüssen Babylon entdeckt.
Der Asteroid (7661) Reincken wurde nach ihm benannt.

## Werke (Auswahl)

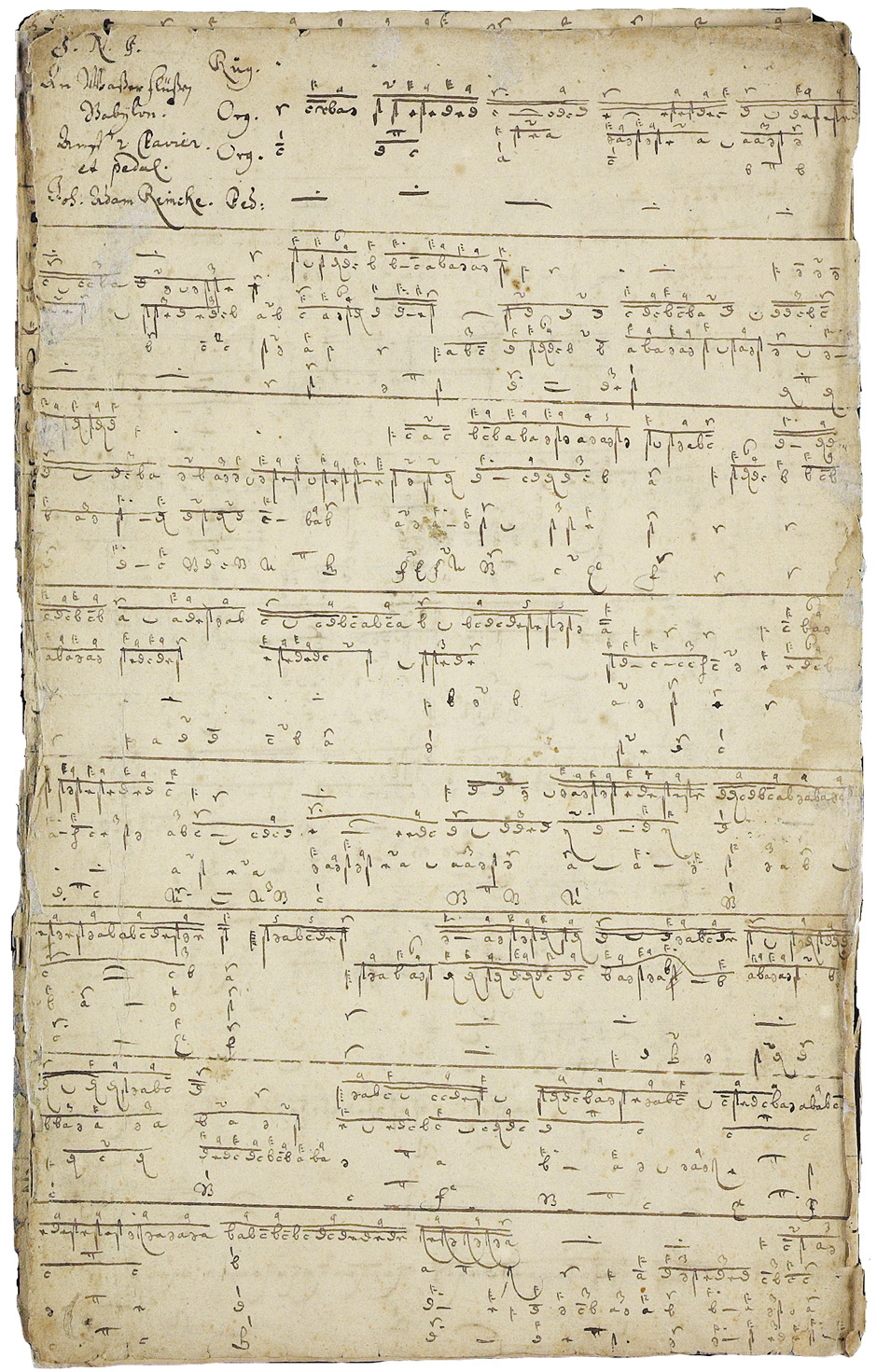
Bachs Kopie von Reinckens An Wasserflüssen Babylon (in Neuer deutscher Orgeltabulatur)

- Choralfantasien
  - An Wasserflüssen Babylon

An Wasserflüssen Babylon : Choral a 2 Clav. e Pedal Abschrift von Hermann Jimmerthal „Copirt nach einer Handschrift auf dem königlichen Institut für Kirchenmusik in Berlin“. [Lübeck], o. J., Digitalisat der Stadtbibliothek Lübeck
- - Was kann uns kommen an für Noth
- Und es erhub sich ein Streit
- Toccaten
  - Toccata in g-Moll
  - Toccata in G-Dur
- Hortus Musicus / recentibus aliquot Flosculis / Sonaten, / Allemanden, / Couranten, / Sarabanden / et / Giquen, / Cum 2 violin, Viola et Basso / continuo. (6 Partiten, Hamburg 1687)
 Werkansicht. Staatsbibliothek Berlin
- Fuge in g-Moll
- 8 Suiten für Cembalo